# Catasetum ollare
Catasetum ollare är en orkidéart som beskrevs av Jean Jules Linden. Catasetum ollare ingår i släktet Catasetum och familjen orkidéer. Inga underarter finns listade i Catalogue of Life.